# Jacques Jean Louis Pierron
Jacques Jean Louis Pierron est un homme politique français né en 1762 à Villers-la-Montagne (duché de Bar) et décédé le 7 mai 1794 à Paris.

## Biographie
Homme de loi avant la Révolution, il devient juge au tribunal civil de Briey et député de la Moselle de 1791 à 1792. Il est ensuite administrateur du département. Suspect sous la Terreur, il est emprisonné et condamné à mort.

## Sources
- « Jacques Jean Louis Pierron », dans Adolphe Robert et Gaston Cougny, Dictionnaire des parlementaires français, Edgar Bourloton, 1889-1891 [détail de l’édition]